# Amphiacusta fuscicornis
Amphiacusta fuscicornis är en insektsart som först beskrevs av Jean Guillaume Audinet Serville 1838.  Amphiacusta fuscicornis ingår i släktet Amphiacusta och familjen syrsor. Inga underarter finns listade i Catalogue of Life.